# Euselasia euodias
Espèce
Euselasia euodias est un insecte lépidoptère appartenant à la famille  des Riodinidae et au genre Euselasia.

## Dénomination
Euselasia euodias a été décrit par William Chapman Hewitson en 1856 sous le nom d' Eurygona euodias.

## Sous-espèces
- Euselasia euodias euodias au Brésil
- Euselasia euodias talidiman Brévignon et Gallard, 1992; présent en Guyane[1].

## Description
Euselasia euodias est de couleur noire. L'autre face est de couleur ocre marron roux suffusé et rayé de noir avec une large bande submarginale d'ocelles noirs.

## Écologie et distribution
Euselasia euodias est présent en Guyane et au Brésil.

### Biotope
Il réside dans la forêt tropicale.